# Mount Calm, Texas
Mount Calm là một thành phố thuộc quận Hill, tiểu bang Texas, Hoa Kỳ. Năm 2010, dân số của xã này là 320 người.

## Dân số
- Dân số năm 2000: 310 người.
- Dân số năm 2010: 320 người.